# Bracon striatulus
Bracon striatulus är en stekelart som beskrevs av Cresson 1865. Bracon striatulus ingår i släktet Bracon och familjen bracksteklar. Inga underarter finns listade.